# متخاصم

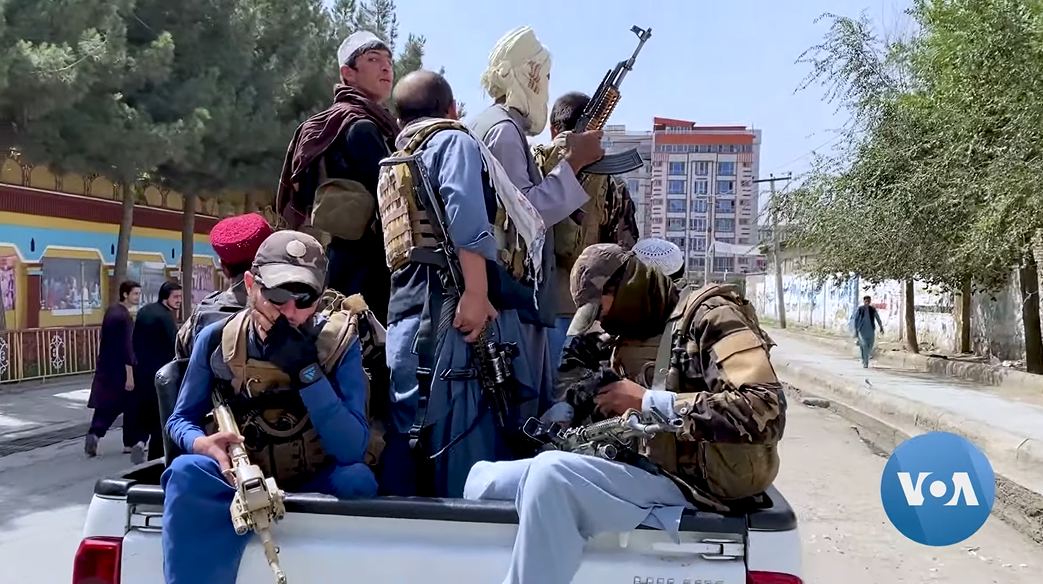
حمل و نقل مسلحانه در کابل تحت کنترل طالبان، ۱۷ آگوست ۲۰۲۱

متخاصم به شخص، گروه یا کشوری گفته می‌شود که رفتار دشمنانه مانند شرکت در یک  جنگ دارد. در هنگام جنگ، از دید کشورهای متخاصم، دیگر کشورها به بی‌طرف و غیر متخاصم تقسیم می‌شوند. اگرچه فرق بین کشورهای بی‌طرف، قدرت‌های بی‌طرف یا غیر متخاصم تأثیری بر استفاده از مفاد قانون جنگ برای کشورهای بی‌طرف و مسئولیت طرف‌های متخاصم ندارد.
نمونه‌ای جالب از استفاده از این واژه، در دوران جنگ داخلی آمریکا است. در این دوران، ایالات مؤتلفه آمریکا توسط هیچ کشوری به رسمیت شناخته نشد اما به عنوان یک نیروی متخاصم شناخته شد. بنابراین، در بندرهای کشورهای خارجی، کشتی‌های جنگی ایالات موتلفه، حقوقی برابر با کشتی‌های ایالات متحده آمریکا داشتند.

## تجاوز
تجاوز واژه‌ای در حقوق بین‌الملل است که به شرکت مستقیم دو یا چند فرد یا دولت در یک جنگ اشاره می‌کند. جنگ، اغلب به صورت درگیری فیزیکی میان دو یا چند طرف در یک کشور یا میان کشورها با ادعای "دفاع از خود" بر اساس بند ۵۱ فصل هفتم منشور حقوق ملل متحد (مانند آنچه بریتانیا پیش از جنگ فالکلند در سال ۱۹۸۲ انجام داد) یا تحت قطعنامه شورای امنیت سازمان ملل متحد (مانند قطعنامه ۶۷۸ شورای امنیت که به برای آغاز جنگ خلیج فارس، اختیارات قانونی داد) تعریف می‌شود.
در صورتی‌که نیروهای نظامی به عنوان متخاصم شناخته شوند تجاوز می‌تواند بین یک یا چند دولت از یک سو و نیروهای نظامی از سوی دیگر باشد. در صورتی که قیامی بر ضد یک تشکل رسمی (مانند کشورهایی که از سوی سازمان ملل متحد به رسمیت شناخته شده‌اند) صورت بگیرد اما شرکت کنندگان آن به عنوان متجاوز شناخته نشوند، آنگاه این قیام، "شورش" (insurgency) نامیده می‌شود.

## تعریف در حقوق بین‌الملل
در تعریف حقوق بین‌الملل، "دولت متخاصم" به معنی کشوری است که روابط با آن وارد حالت جنگی شده‌است. به تعریف دیگر: هنگامی که وضعیت تجاوز بین دو یا چند کشور باشد، روابط آن‌ها بر اساس قانون جنگ تعریف می‌شود. در این حالت، تقریباً کلیه روابط دو کشور از وضعیت حقوقی زمان صلح خارج شده و وارد تعاریف حقوق دوره جنگ می‌شود. به عنوان نمونه، واحدهای نظامی مانند کشتی‌ها، هواپیماها یا سربازهای هر دو دولتی که در وضعیت مخاصمه هستند، می‌توانند بلافاصله پس از مشاهده واحدهای طرف مقابل به آن شلیک کنند. به همین جهت، اعلان کشوری به عنوان "دولت متخاصم" پیامدهای حقوقی یا عملی بسیار مهمی و تأثیرگذاری دارد.

## اعلان تخاصم
اعلان دولت یا کشور دیگری به عنوان "دولت متخاصم" باید به صورت علنی باشد. توجه شود که متخاصم خواندن یک دولت و وضعیت حقوقی حاکم بر آن، هیچ ارتباطی با برخوردهای نظامی محدود یا رفتارهای سیاسی، اقتصادی و تبلیغاتی نامطلوب دو کشور ندارد.